# Nazr Mohammed
Nazr Tahiru Mohammed (pronunciado NAH-zee) (Chicago, Illinois, 5 de septiembre de 1977) es un exjugador de baloncesto estadounidense que disputó 18 temporadas en la NBA. Con 2,08 metros de altura, jugaba tanto de pívot como de ala-pívot.

## Carrera

### Universidad
Hijo de un emigrante de Ghana, Mohammed creció en Chicago y asistió a la Kenwood Academy. A finales de 1995 entró en la Universidad de Kentucky, formando en su segundo año pareja interior con Jamaal Magloire, y siendo clave en el subcampeonato de la NCAA en 1997 de los Wildcats, y del título en 1998. 

### NBA
Tras su segundo año, Mohammed se declaró elegible para el Draft de la NBA de 1998. Fue seleccionado en el puesto 29 por Utah Jazz, traspasando sus derechos a Philadelphia 76ers, donde pasó dos temporadas y media. Su siguiente equipo fue Atlanta Hawks, hasta que fue traspasado a New York Knicks a mediados de 2004. Durante la campaña campaña 2004-05 fue intercambiado por Malik Rose a San Antonio Spurs, jugando un total de 77 partidos en la temporada y promediando 9.5 puntos y 7.6 rebotes por partido. Ese mismo año ganó el anillo con los Spurs.
En su segunda temporada en los Spurs compartió puesto interior con el esloveno Rasho Nesterovic, promediando 6.2 puntos por partido y 5.2 rebotes. El 4 de julio de 2006 firmó con Detroit Pistons. El 14 de diciembre de 2007 es traspasado a Charlotte Bobcats a cambio de Primoz Brezec y Walter Herrmann.
El 27 de julio de 2012 firma con Chicago Bulls como agente libre.
El 5 de marzo de 2016 regresa a los Thunder. Disputó 5 encuentros, sus últimos como profesional, antes de retirarse tras 18 temporadas en la NBA.
En sus 1005	encuentros de temporada regular como profesional, no anotó ningún triple (0 de 8), pero sí lo hizo en sus 88 encuentros de playoffs anotando 2 de 3 intentos.

## Estadísticas de su carrera en la NBA
|  | Denota temporada en la que fue Campeón de la NBA |

### Temporada regular
| Año       | Equipo        | PJ   | PT  | MPP  | %TC  | %3P  | %TL   | RPP | APP | ROB | TPP | PPP  |
| --------- | ------------- | ---- | --- | ---- | ---- | ---- | ----- | --- | --- | --- | --- | ---- |
| 1998-99   | Philadelphia  | 26   | 0   | 4.7  | .357 | -    | .571  | 1.4 | .1  | .2  | .2  | 1.6  |
| 1999-2000 | Philadelphia  | 28   | 3   | 6.8  | .389 | -    | .545  | 1.8 | .1  | .1  | .4  | 1.9  |
| 2000-01   | Philadelphia  | 30   | 3   | 6.5  | .466 | -    | .500  | 1.8 | .1  | .2  | .2  | 3.2  |
| 2000-01   | Atlanta       | 28   | 19  | 25.6 | .480 | .000 | .765  | 9.0 | .6  | .8  | 1.0 | 12.3 |
| 2001-02   | Atlanta       | 82   | 73  | 26.4 | .461 | .000 | .617  | 7.9 | .4  | .8  | .7  | 9.7  |
| 2002-03   | Atlanta       | 35   | 0   | 12.7 | .421 | -    | .634  | 3.7 | .2  | .5  | .6  | 4.6  |
| 2003-04   | Atlanta       | 53   | 1   | 17.7 | .493 | -    | .627  | 5.0 | .4  | .4  | .5  | 6.5  |
| 2003-04   | New York      | 27   | 23  | 24.9 | .563 | -    | .525  | 7.7 | .6  | 1.2 | .9  | 9.1  |
| 2004-05   | New York      | 54   | 54  | 28.1 | .509 | .000 | .708  | 8.1 | .5  | 1.0 | 1.0 | 10.9 |
| 2004-05   | San Antonio   | 23   | 5   | 18.0 | .387 | -    | .571  | 6.4 | .3  | .2  | 1.4 | 6.2  |
| 2005-06   | San Antonio   | 80   | 30  | 17.4 | .504 | -    | .785  | 5.2 | .5  | .3  | .6  | 6.2  |
| 2006-07   | Detroit       | 51   | 33  | 15.2 | .532 | -    | .610  | 4.5 | .2  | .5  | .8  | 5.6  |
| 2007-08   | Detroit       | 21   | 0   | 10.9 | .475 | .000 | .433  | 3.5 | .3  | .3  | .4  | 3.3  |
| 2007-08   | Charlotte     | 61   | 29  | 23.3 | .520 | -    | .617  | 6.9 | 1.1 | .6  | .9  | 9.3  |
| 2008-09   | Charlotte     | 39   | 1   | 8.7  | .406 | -    | .550  | 2.0 | .2  | .1  | .4  | 2.7  |
| 2009-10   | Charlotte     | 58   | 29  | 17.0 | .553 | -    | .648  | 5.2 | .5  | .3  | .7  | 7.9  |
| 2010-11   | Charlotte     | 51   | 30  | 16.7 | .502 | .000 | .591  | 4.9 | .3  | .3  | .9  | 7.3  |
| 2010-11   | Oklahoma City | 24   | 7   | 17.9 | .573 |      | .625  | 4.8 | .3  | .7  | .4  | 6.9  |
| 2011-12   | Oklahoma City | 63   | 1   | 11.0 | .467 | .000 | .565  | 2.7 | .2  | .3  | .6  | 2.7  |
| 2012-13   | Chicago       | 63   | 12  | 11.0 | .367 | .000 | .723  | 3.1 | .4  | .3  | .5  | 2.6  |
| 2013-14   | Chicago       | 80   | 1   | 7.0  | .429 | -    | .533  | 2.2 | .3  | .2  | .4  | 1.6  |
| 2014-15   | Chicago       | 23   | 0   | 5.6  | .433 | -    | .333  | 1.7 | .1  | .2  | .2  | 1.2  |
| 2015-16   | Oklahoma City | 5    | 0   | 3.8  | .600 | -    | 1.000 | .8  | .0  | .0  | .0  | 1.6  |
| Total     | Total         | 1005 | 354 | 15.8 | .486 | .000 | .640  | 4.7 | .4  | .4  | .6  | 5.8  |

### Playoffs
| Año   | Equipo        | PJ | PT | MPP  | %TC  | %3P   | %TL   | RPP | APP | ROB | TPP | PPP  |
| ----- | ------------- | -- | -- | ---- | ---- | ----- | ----- | --- | --- | --- | --- | ---- |
| 1999  | Philadelphia  | 3  | 0  | 1.0  | .000 | -     | -     | .0  | .0  | .0  | .0  | .0   |
| 2004  | New York      | 4  | 4  | 24.3 | .500 | -     | .688  | 5.8 | .3  | 1.5 | .8  | 10.3 |
| 2005  | San Antonio   | 23 | 23 | 23.0 | .528 | 1.000 | .638  | 6.7 | .3  | .6  | 1.0 | 7.1  |
| 2006  | San Antonio   | 8  | 3  | 11.8 | .733 | 1.000 | .722  | 3.9 | .1  | .4  | .8  | 4.5  |
| 2007  | Detroit       | 2  | 0  | 3.0  | .500 | -     | 1.000 | 1.5 | .0  | .0  | .0  | 2.5  |
| 2010  | Charlotte     | 4  | 0  | 12.0 | .579 | -     | .667  | 2.0 | .5  | .2  | .5  | 6.0  |
| 2011  | Oklahoma City | 14 | 0  | 10.6 | .412 | -     | .400  | 2.3 | .0  | .3  | .4  | 2.3  |
| 2012  | Oklahoma City | 8  | 0  | 10.4 | .500 | -     | .500  | 2.0 | .1  | .0  | .4  | 2.3  |
| 2013  | Chicago       | 12 | 0  | 9.5  | .512 | -     | .571  | 2.7 | .3  | .2  | .6  | 3.8  |
| 2014  | Chicago       | 2  | 0  | 2.5  | .000 | -     | -     | 1.0 | .0  | .0  | .0  | .0   |
| 2015  | Chicago       | 3  | 0  | 4.7  | .286 | .000  | -     | 1.7 | .0  | .0  | .3  | 1.3  |
| 2016  | Oklahoma City | 5  | 0  | 2.0  | .500 | -     | -     | .6  | .0  | .0  | .2  | .4   |
| Total | Total         | 88 | 30 | 13.1 | .514 | .667  | .639  | 3.5 | .2  | .3  | .6  | 4.2  |

## Vida personal
Nazr está casado con Mandy y tienen dos hijas, Amani y Sanaa, y un hijo, Sir. Estudió empresariales en Kentucky y se graduó en mayo de 2020 en Arte y Ciencia (B.A.S.).
Su hermano Alhaji jugó en la Universidad de Louisville y luego en Europa.